# Alfons Bonnekoh
Alfons Bonnekoh (* 2. August 1930 in Menden; † 29. Juni 2024) war ein deutscher Sportmediziner.

## Leben
Nach dem 1951 in seiner Geburtsstadt Menden bestandenen Abitur studierte Bonnekoh bis 1958 Humanmedizin (und eine Zeit lang auch Sport) in Freiburg, Marburg und Düsseldorf. Seine Doktorarbeit (Thema: „Die mittleren Abweichungen der elektrophoretischen Eiweißfraktionen von der Norm bei verschiedenen Dermatosen“) schloss er ebenfalls 1958 in Düsseldorf ab. Anschließend war Bonnekoh als Medizinalassistent in Hannover, Hemer, Iserlohn und Köln tätig sowie von 1959 bis 1961 als wissenschaftlicher Mitarbeiter an der Deutschen Sporthochschule Köln. Ab 1961 bis 1991 leitete er an der Sporthochschule den Hochschulärztlichen Dienst. Von 1975 bis 1992 hatte er den Rang eines akademischen Direktors inne.
Bonnekoh war beim Deutschen Sportärztebund (DSÄB) in der Ausbildung von Sportmedizinern tätig, darüber hinaus beim Landessportbund Nordrhein-Westfalen in der Ausbildung von Übungsleitern sowie beim Deutschen Fußball-Bund bei der Ausbildung von Fußballlehrern. Zwischen 1976 und 1980 fungierte Bonnekoh beim Fußball-Bundesligisten 1. FC Köln als Mannschaftsarzt. Zudem war er in den 1970er Jahren Mannschaftsarzt der Deutschen Badminton- sowie Hockey-Nationalmannschaften der Damen und Herren und betreute die Auswahlen unter anderem bei Europa- und Weltmeisterschaften.
Für seine sportmedizinischen Verdienste wurden Bonnekoh die Medaillen der Deutschen Sporthochschule, der Stadt Köln sowie die Ehrennadel des Deutschen Sportärztebundes verliehen.
In seiner wissenschaftlichen Arbeit befasste sich Bonnekoh insbesondere mit den Themenbereichen Sporttraumatologie, Diagnostik und Therapie primärer und sekundärer Sportschäden sowie Anatomie und Physiologie. Er lebte im Moselort Osann-Monzel.
Bonnekoh starb 2024 im Alter von 93 Jahren und wurde auf dem Kölner Melaten-Friedhof beigesetzt.